# Дигория
Диго́рия или Дигорское ущелье (осет. Дигорæ, Дигоргом произношениео файле) — историко-географическая область на западе Северной Осетии, населённая дигорцами (осетинами). В широком смысле Дигория состоит из Ирафского и Дигорского районов Северной Осетии. В «классическом» смысле под Дигорией понимается территория Дигорского общества.
В исторической области Осетии (Дигории) находится природный национальный парк Алания.

## Этимология
Топоним «Дигория» происходит по древнему осетинскому этникону. Возможно, он произошёл от наименования кобанского племени дигоры. Дигорское ущелье раньше носило название — Сафирское ущелье (осет. Сафири ком), где сабиры — древнее племенное образование.

## История

### В составе Российской империи
Осенью 1650 г. по пути в Грузию русские послы Толочанов и Иевлев остановились в Анзоровой Кабарде. Сюда приходили «из гор два человека дигорцев смотреть государевых послов, а имена их Смаил да Чибирка. Им задали вопрос "отколе пришли, и каково владения, и для чево пришли". И они сказались дигорцы. Жилище их в горах, вверх по реке Урухе, а владелец у них Алкас мурза Карабугаев; а владенье его четыре кабака. А в кабаке, сказывали, жильцов дворов по двести и больше».

## Дигорское общество
Дигорское общество делилось на несколько частей:
- Стур-Дигора (осет. Стур-Дигорæ — «Большая Дигория»);
- Тапан-Дигора (осет. Тъæпæн-Дигорæ — «Плоскостная Дигория»);
- Донифарс (дословно — «сторона реки»);
- Уаллагком (осет. Уæллагком — «верхнее ущелье»).

Соответственно были разделены и сферы влияния привилегированных кланов: в Тапан-Дигоре и Уаллагкоме правили баделята, в Стур-Дигоре — царгасата, в Донифарсе — гагуата.

### Селения
Стур-Дигора
- Ахсаргин, Ахсау, Гулар, Дзинага, Куссу, Моска, Ногкау, Одола, Стур-Дигора

Донифарс
- Багайта, Донифарс, Каирта, Кумбулта, Лезгор

Тапан-Дигора
- Вакац, Задалеск (Верхний и Нижний), Казахта, Калнахта, Камата, Мастинока, Махческ, Мацута, Нар (Верхний и Нижний), Оказта, Скодтата, Тавита, Фараскатта, Фаснал, Ханаз
- Караджаево[источник не указан 120 дней] (Хазнидон), Кубатиево[источник не указан 120 дней] (Урсдон) и Туганово[источник не указан 120 дней] (Дур-Дур)

Уаллагком
- Ахсиаг, Галиат, Дунта, Камунта, Хунсар

Население Уаллагкома сформировалось в основном из переселенцев из селений Бад, Згид, Садон, Мизур, Ход, т.е. ближайших алагирских населенных пунктов, а также из Нузала, Ардона и Тиба (Туалгом). Предки ныне живущих в Уаллагкоме фамилий переселялись в эти места не только по причине малоземелья, но и по обычаю кровной мести.

## Физико-географическая характеристика

### География
Дигория занимало ущелье по реке Урух в западной части Осетии. На востоке оно граничило с Алагирским обществом Северной Осетии, на западе — с Балкарией, с южной стороны её соседом была Грузия, а с северной — Кабарда.

#### Крупные населённые пункты
- Город Дигора (районный центр) (старое название Вольно Христиановское)
- Село Чикола (районный центр) (старое название Магометановское)
- Село Дур-Дур — основано в 1752 году (старое название Туганово)
- Село Лескен (старое название Хутиево)
- Село Сурх-Дигора
- Село Хазнидон — основано в 1754 году (старое название Каражаево)
- Село Средний Урух
- Село Мостиздах
- Село Кора-Урсдон (старое название Кубатиево)
- Село Дзинага
- Село Озрек

#### Реки
- Урух
- Дур-Дур
- Урсдон
- Фалдон
- Цраудон
- Чикола
- Лескен
- Хазнидон